# Arambhada
Arambhada è una suddivisione dell'India, classificata come census town, di 15.008 abitanti, situata nel distretto di Jamnagar, nello stato federato del Gujarat. In base al numero di abitanti la città rientra nella classe IV (da 10.000 a 19.999 persone).

## Geografia fisica
La città è situata a 22° 27' 21 N e 69° 01' 35 E.

## Società

### Evoluzione demografica
Al censimento del 2001 la popolazione di Arambhada assommava a 15.008 persone, delle quali 7.725 maschi e 7.283 femmine. I bambini di età inferiore o uguale ai sei anni assommavano a 2.409, dei quali 1.294 maschi e 1.115 femmine. Infine, coloro che erano in grado di saper almeno leggere e scrivere erano 8.019, dei quali 4.872 maschi e 3.147 femmine.